# Saranac Lake
Saranac Lake – wieś w Stanach Zjednoczonych, w stanie Nowy Jork, w hrabstwie Franklin. W 2010 roku zamieszkana przez 5406 osób. Szacowana populacja w 2019 roku wynosi 5200 osób. Powierzchnia miejscowości wynosi 7,2 km².

## Położenie
Saranac Lake położona jest w północno-zachodniej części stanu Nowy Jork, w górach Adirondack. Leży nad rzeką Saranac w miejscu, gdzie tworzy ona jezioro Flower.

## Nazwa
Nazwa pochodzi od leżących na zachód i południowy zachód jezior Upper Saranac Lake, Middle Saranac Lake oraz Lower Saranac Lake. Sama nazwa „Saranac” jest pochodzenia irokeskiego, ale jej znaczenie jest nieznane.

## Historia
Tereny, na których dziś znajduje się Saranac Lake, jak i całe otaczające ją góry Adirondack, stanowiły tereny łowieckie Irokezów i Algonkinów. W 1819 roku pierwszym stałym mieszkańcem na terenie przyszłej wsi został traper i farmer Jacob Smith Moody. W 1827 roku kapitan Pliny Miller wybudował w pobliżu młyn i tartak.
W latach 70. XIX wieku za sprawą lekarza Edwarda Trudeau wieś zyskała popularność jako sanatorium do leczenia gruźlicy. W 1887 roku leczył się w niej m.in. pisarz Robert Louis Stevenson.
5 grudnia 1887 otwarta została linia kolejowa wybudowana przez Chateaugay Railway Company z Plattsburgh do Saranac Lake. Kilka lat później linię przedłużono do Lake Placid. Wkrótce potem linię wykupiła Delaware and Hudson Railroad. W 1904 roku wybudowany został dworzec w Saranac Lake.
W latach 30. i 40. XX wieku wakacje we wsi spędzał kilkukrotnie Albert Einstein (po raz pierwszy w 1936 r.).
W 1942 roku wybudowano lotnisko, które początkowo miało służyć celom wojskowym, ale w 1949 zostało przekształcone w lotnisko cywilne. Dziś funkcjonuje jako port lotniczy Adirondack.